# Gwoździec Mały
Gwoździec Mały (ukr. Малий Гвіздець) – wieś na Ukrainie, w  obwodzie iwanofrankiwskim, w rejonie kołomyjskim.
W II Rzeczypospolitej wieś w powiecie kołomyjskim województwa stanisławowskiego. W 1944 nacjonaliści ukraińscy z OUN-UPA zamordowali tutaj i we wsi Gwoździec Stary łącznie 44 Polaków.